# Елизабет Страјд
Елизабет „Лонг Лиз” Страјд (енгл. Elizabeth „Long Liz” Stride; Торсланда, 27. новембар 1843 — Лондон, 30. септембар 1888) била је трећа жртва познатог лондонског серијског убице Џека Трбосека.

## Биографија
Рођена је 27. новембра 1843. у Шведској. Била је мајка двоје деце. Развела се 1876. Пронађена је мртва 30. септембра 1888. Тело је пронашао у дворишту клуба Бернер извесни Луис Димшуц. Њено тело је кремирано на гробљу Ист у Лондону.

## Смрт
Њено беживотно тело је пронађено у дворишту зграде коју су насељавали Јевреји и Немци. Само јој је грло било дубоко засечено; према сведочењу једног кочијаша крв јој је још увек текла кад ју је пронашао. 
За ово убиство није сасвим сигурно да га је починио исти убица, јер се убрзо потом догодило још једно убиство на месту толико удаљеном од овог да скоро да није могуће да је исти човек у питању.